# Gabriel Tarde
Gabriel Tarde, född 12 mars 1843 i Dordogne, Frankrike, död 13 maj 1904 i Paris, var en fransk sociolog och socialpsykolog.

## Biografi
Tarde definierade samhällen som psykologiska interaktioner av individer, i vilka de främsta krafterna han menade var imitation och innovation. "Samhälle", i Tardes mening, skall dock ses främst som en form av sammankoppling: "Individerna" i sammanhanget behöver inte vara mänskliga subjekt. Således kan även ett solsystem av planeter, eller en substans bestående av samverkande molekyler ses som samhällen.
En av de termer som Tarde myntade var ”grupptänkande”, vilken togs upp och utvecklades av Gustave Le Bon och som ofta används i gruppsykologin. Tardes syn på dessa processer skiljde sig dock från det tidiga 1900-talets tankar om masspsykologi, där man ofta ställer rationellt enskilt handlande mot irrationellt gruppbeteende. För Tarde är allt handlande, all mänsklig subjektivitet, uppkommen av mer eller mindre hypnotisk imitation av impulser från den omgivande världen. På detta sätt går det alltså inte, enligt Tarde, att skilja på psykologi och sociologi.
Tarde lanserade även en teori om ekonomisk psykologi, där ekonomin beskrivs utifrån spridningen av uppfinningar (i bred bemärkelse). Uppfinningen (en ny teknologi, ett nytt begär, ett nytt begrepp) sprider sig genom samhället, utifrån sekvensen repetition, opposition, anpassning, och blåser på så sätt liv i ekonomin. Han var alltså en av de tidigaste teoretikerna av innovationens roll i ekonomin, och anses därför relevant i samtida diskussioner om "kunskapsekonomin".
Emile Durkheims dominans inom sociologin ledde till att Tarde glömdes bort, tills den så kallade Chicagoskolan började intressera sig för hans teorier. 1962 spann Everett Rogers vidare på Tardes ”lagar för imitation” i sin bok Diffusion of Innovations. Under 2000-talet kom dock Tarde att bli populär igen inom samhällsfilosofi, genom teoretiker som Bruno Latour, Eric Alliez och Maurizio Lazzarato samt konstnärer som Liam Gillick.

## Verk
- La criminalité comparée (1890)
- La philosophie pénale (1890)
- Les lois de l'imitation (1890)
- Les transformations du droit. Étude sociologique (1891)
- Monadologie et sociologie (1893)
- La logique sociale (1895)
- Fragment d'histoire future (1896)
- L’opposition universelle. Essai d’une théorie des contraires. (1897)
- Écrits de psychologie sociale (1898)
- Les lois sociales. Esquisse d’une sociologie (1898)
- L'opinion et la foule (1901)
- La psychologie économique (1902-3)